# Büro der Vereinten Nationen in Osttimor
Das United Nations Office in Timor-Leste (Büro der Vereinten Nationen in Timor-Leste UNOTIL) ist die Bezeichnung der Vertretung der Vereinten Nationen in Osttimor. Die mit vergleichsweise sehr geringem Personal- und Kostenaufwand durchgeführte UN-Mission nahm ihre Arbeit im Mai 2005 auf. Bis 2006 waren im UNOTIL etwa 90 vorwiegend zivile Helfer beratend tätig. Ursprünglich sollte UNOTIL für ein Jahr laufen, das Mandat wurde mehrfach verlängert und sollte bis August 2006 gültig sein. Sitz war die Kaserne Obrigado Barracs in Dili.

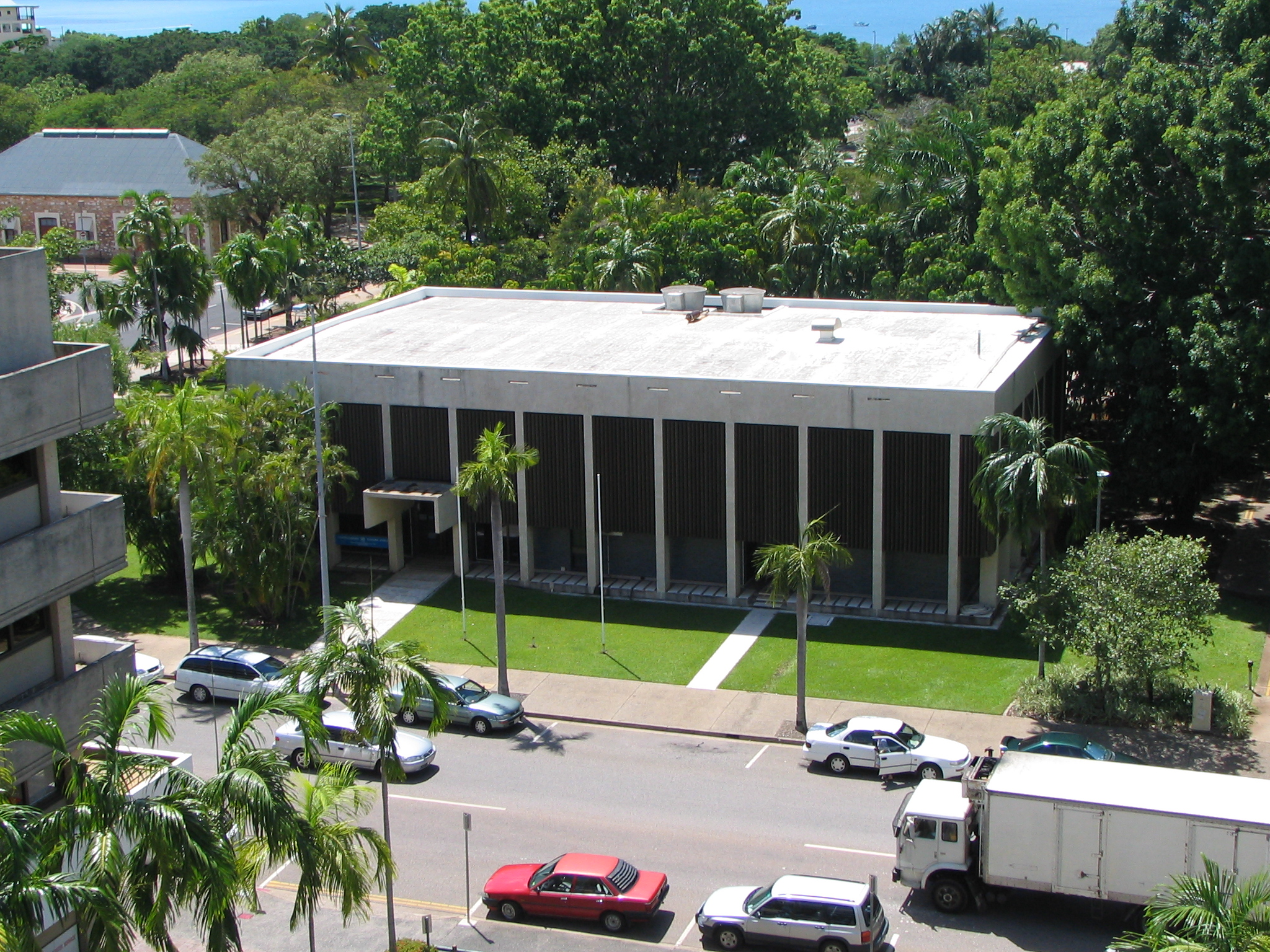
UN-Büro in Darwin/Australien während der Mission in Osttimor

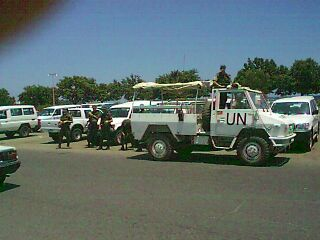
Lastwagen der UNOTIL in Dili

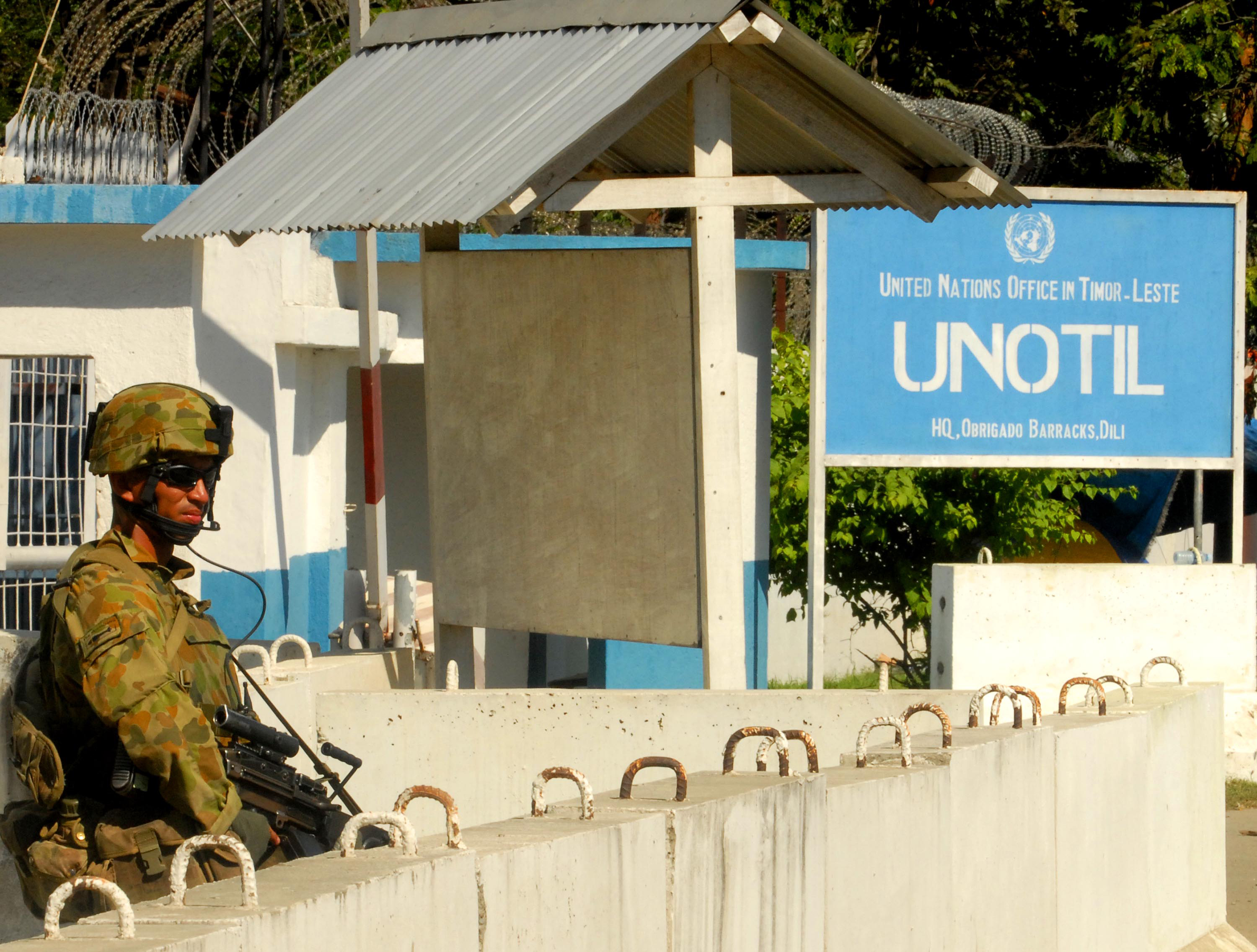
UNOTIL-Hauptquartier (2006)

Die Missionsziele wurden auf Grundlage der Resolution des UN-Sicherheitsrates 1599 festgelegt. UNOTIL unterstützte staatliche Institutionen, wie etwa die nationale Polizei, bei der Entwicklung ihrer Kapazitäten um das demokratische System zu stärken und den Frieden in Osttimor zu sichern. Eine UN-Polizeitruppe aus technischen Beratern führte die bereits bestehenden Unterstützungen für die nationale Polizei weiter durch. So wurden etwa Spezialtrainings für schnelle Reaktion und Interventionseinheiten ausgebildet. Außerdem waren die Berater zuständig für die Ausbildung auf Spezialgebieten, wie Anti-Terrorkampf, Forensik, und Verwaltung in allen Distrikten Osttimors.
1999 wurde in Osttimor eine die UN-Übergangsverwaltung (UNTAET) eingerichtet, nachdem das Land per Referendum für die Unabhängigkeit von Indonesien gestimmt hatte. Indonesien hatte die ehemalige portugiesische Kolonie 1975 neun Tage nach ihrer Unabhängigkeitserklärung annektiert. Nach blutigen Ausschreitungen durch das indonesische Militär und pro-indonesischen Milizen im Laufe des Referendums von 1999, griff eine von Australien geleitete internationale Truppe ein. Am 20. Mai 2002 wurde Osttimor durch die Vereinten Nationen in die Unabhängigkeit entlassen. Auf UNTAET folgte die kleinere Blauhelmmission UNMISET. Am 20. Mai 2005 verließen die letzten UN-Blauhelmsoldaten der UNMISET Osttimor. Zurück blieb die vom UN-Sicherheitsrat beschlossene Einrichtung der wiederum verkleinerten Nachfolgemission UNOTIL mit zunächst 45 Mitarbeitern. Das Mandat von UNOTIL endete eigentlich am 19. Mai 2006. Aufgrund der Unruhen in Osttimor 2006 wurde der Einsatz der UNO jedoch nicht, wie geplant beendet, sondern mit Resolution 1704 in die UN-Mission UNMIT umgewandelt, nachdem das UNOTIL-Mandat bereits mit der Weltsicherheitsratsresolution 1677 und 1690 und schließlich mit Resolution 1703 bis zum 25. August 2006 verlängert wurde. Die UNMIT begann offiziell am 13. September 2006.

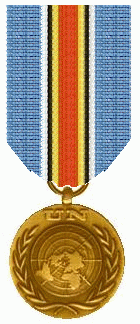
UN-Medaille für UNOTIL